# Trapezio amazzonico

Il Trapezio è la propaggine più meridionale del dipartimento di Amazonas (in verde).

Il Trapezio amazzonico è la parte del territorio colombiano che si trova tra il fiume Putumayo e il Rio delle Amazzoni, che forma un corridoio di forma trapezoidale incassato tra i territori del Brasile e del Perù. I bordi del trapezio misurano circa 50 km, lungo il corso dal Putumayo a nord, 100 km lungo le sponde del Rio delle Amazzoni a sud, e 150 km di distanza tra i due fiumi. 
La città principale è Leticia (capitale del dipartimento di Amazonas). Altri centri sono Puerto Nariño, sul Rio delle Amazzoni, e la città di Valparaiso lungo il Putumayo.
La sovranità della Colombia sul Trapezio amazzonico è stata confermata da un accordo di pace siglato in seguito alla guerra colombiano-peruviana degli anni trenta. La Colombia rivendica la propria sovranità su tutti i territori a nord del Rio delle Amazzoni e del fiume Napo, mentre il Perù rivendica tutti i territori a sud del Putumayo.